# Эдди, Соня
Со́ня Джин Э́дди (англ. Sonya Eddy; 17 июня 1967, Конкорд, Калифорния — 19 декабря 2022, Бербанк, Калифорния) — американская актриса

 и медсестра.

## Биография и карьера
Соня Джин Эдди родилась 17 июня 1967 года в Конкорде (штат Калифорния, США). Она специализировалась на театре и танцах в Калифорнийском университете в Дейвисе и получила степень бакалавра в 1992 году. Эдди является лицензированной профессиональной медсестрой.
Она известна своей ролью Эпифани Джонсон в дневной мыльной опере ABC «Главный госпиталь» (с 2006 года). С 2007-го по 2008 год она также была постоянным актёром в спин-оффе сериала «Главный госпиталь: ночная смена». Начиная с 2016-го и по 2017 год она играла Тэмми, роль второго плана в телесериале truTV «ПрепАды».
9 декабря 2022 года Эдди перенесла запланированную операцию и 11 декабря была выписана из больницы. 15 декабря она почувствовала себя плохо и вновь обратилась в больницу, где выяснилось, что у неё развилась инфекция. Инфекция развилась стремительно и врачи подключили Эдди к системе жизнеобеспечения. 19 декабря 2022 года она скончалась на 56-м году жизни.

## Избранная фильмография
| Год       |   | Русское название                    | Оригинальное название          | Роль                      |
| --------- | - | ----------------------------------- | ------------------------------ | ------------------------- |
| 1995—1997 | с | Женаты… с детьми                    | Married… with Children         | Арлин / Бетти             |
| 1996      | ф | Беспредел в средней школе           | High School High               | Медсестра                 |
| 1997      | с | Беверли-Хиллз, 90210                | Beverly Hills, 90210           | Медсестра № 4 / Медсестра |
| 1997      | с | Мерфи Браун                         | Murphy Brown                   | Секретарша                |
| 1997      | с | Дела семейные                       | Family Matters                 | Злая женщина              |
| 1997—1998 | с | Сайнфелд                            | Seinfeld                       | Ребекка ДеМорнэй          |
| 1998      | с | Третья планета от Солнца            | 3rd Rock from the Sun          | Билетчица                 |
| 1998      | с | Теперь в любой день                 | Any Day Now                    | Персонаж неизвестен       |
| 1998      | с | Китайский городовой                 | Martial Law                    | Энн                       |
| 1998      | ф | Целитель Адамс                      | Patch Adams                    | Старая официантка         |
| 1999      | ф | Взрыв из прошлого                   | Blast from the Past            | Почтальонша               |
| 1999      | с | Большой ремонт                      | Home Improvement               | Гейл                      |
| 1999      | с | Прикосновение ангела                | Touched by an Angel            | Миссис Таггерт            |
| 1999      | ф | Инспектор Гаджет                    | Inspector Gadget               | Секретарша больницы       |
| 1999      | с | Провиденс                           | Providence                     | Нетерпеливая женщина № 1  |
| 1999      | с | Лучшие                              | Popular                        | Секретарша                |
| 2000      | ф | Чокнутый профессор 2: Семья Клампов | Nutty Professor II: The Klumps | Крупная женщина           |
| 2000      | с | Девочки Гилмор                      | Gilmore Girls                  | Кассирша                  |
| 2004      | с | Фил из будущего                     | Phil of the Future             | Мисс Дональдсон           |
| 2004      | с | Доктор Хаус                         | House                          | Салли                     |
| 2008      | с | Отчаянные домохозяйки               | Desperate Housewives           | Ванесса                   |
| 2008      | ф | Семь жизней                         | Seven Pounds                   | Медсестра                 |
| 2010      | с | Держись, Чарли!                     | Good Luck Charlie              | Верна                     |
| 2012      | с | Две девицы на мели                  | 2 Broke Girls                  | Фредди                    |